# Hüseyin Kenan Aydın
Hüseyin Kenan Aydın (Pülümür, Tunceli (tartomány), 1962. október 22. –) zaza kurd származású, török születésű német politikus. 13 éves korában került Németországba, 1980 és 1984 között Duisburgban dolgozott acélmunkásként. 1983-tól 2005 januárjáig a Szociáldemokrata Párt tagja volt. A Baloldali Párt tagja.